# David Bryan
David Bryan (* 7. února 1962 Perth Amboy, New Jersey, USA) je americký hudebník hrající na klávesy, člen hudební skupiny Bon Jovi. Kromě toho také zpívá doprovodné vokály nebo celé písně. Jeho otec Eddie Rashbaum hrál na trubku. Na klavír se začal učit v sedmi letech.

## Diskografie

### Sólová tvorba
Studiová alba:
- "Netherworld (Soundtrack)" (1992)
- "On A Full Moon" (1995)
- "Lunar Eclipse" (2000)

### Bon Jovi
- Bon Jovi (1984)
- 7800° Fahrenheit (1985)
- Slippery When Wet (1986)
- New Jersey (1988)
- Keep the Faith (1993)
- Crossroad: The Best Of Bon Jovi (1994)
- These Days (1995)
- Crush (2000)
- One Wild Night Live 1985-2001 (2001)
- Bounce (2002)
- This Left Feels Right" (2003)
- 100,000,000 Bon Jovi Fans Can't Be Wrong (2004)
- Have A Nice Day (2005)
- Lost Highway (2007)
- The Circle" (2009)
- Greatest Hits (2010)

## Muzikály
- "The Toxic Avenger"
- "Memphis"